# Bernard Vergnes
Pour les articles homonymes, voir Vergnes.
Bernard Vergnes, né en 1946, est un homme d'affaires français, fondateur et ancien PDG de Microsoft France, ancien directeur général de Microsoft Europe et Chairman Emeritus de Microsoft EMEA.

## Biographie
Né à Carmaux (81) d'une famille modeste.[réf. nécessaire]
Ingénieur Supélec (1968), il s'installe au Canada avec son épouse et enseigne en qualité d'assistant à l'École polytechnique de Montréal tout en suivant des cours à l'université du Québec. Il rejoint ensuite l'université du Sud de la Californie où il obtient un master en ingénierie biomédicale. De retour en Europe, il poursuit sa formation à l'université catholique de Louvain, en Belgique, où il passe un diplôme en administration des affaires.
En 1975, il ouvre la filiale belge du constructeur américain de mini-ordinateurs Modcomp. Porté par le développement du secteur, Vergnes prend en charge l'activité de la marque dans d'autres pays européens. En 1980, il retourne en France pour y diriger la filiale d'Europe du Sud avant de créer, en 1983, avec six personnes, Microsoft France, qui ouvre ses bureaux aux Ulis, le 2 mai 1983. À cette date, Microsoft compte 476 employés dans le monde. L’entreprise lance ses premiers produits : MS-DOS, Word, Multiplan et la souris. Il sera PDG de Microsoft France de 1983 à 1989, puis directeur général de Microsoft Europe de 1990 à 2000.
En 1998, il est élevé au rang de chevalier de la Légion d'honneur. Siégeant un moment au conseil d'administration de Thomson Multimédia (jusqu'en 2004), il s'est orienté vers une activité de business angel.

## Anecdote
« En 1984, Bernard Vergnes apprend au cours d'un cocktail qu'un magazine a décidé de distribuer pour la première fois en France, dans son prochain numéro, une version bridée d'un logiciel. Comme aux États-Unis, c'est Lotus 123 qui semble avoir été choisi. Bernard Vergnes réussit à convaincre l'éditeur du journal de distribuer Multiplan de Microsoft. Autrement dit fournir en quatre jours 20 000 copies du logiciel bridé. Au prix de nombreux cernes, le contrat est rempli. Lors de la parution du magazine, les plus grands média se font largement l'écho de l'événement, participant à l'ascension de Microsoft France, devenue dans ces années la première filiale européenne, à égalité avec l'Allemagne. »